# III Херкулесов легион
III Херкулесов легион (на латински: Legio III Herculia; Tertia Herculea – букв. „посветен на Херкулес“) e римски легион, създаден в началото на управлението на император Диоклециан (284-305). Получава името на бога Херкулес. Вероятно е кръстен на император Максимиан, колегата на Диоклециан, който често нарича себе си Херкулиус (Herculius, „подобен на Херкулес“).
Сформиран е като граничен легион (лимитанеи) да пази провинция Реция. През 4 век е преминава към т. нар. комитатензи (comitatenses; редовна полева армия) и е подчинен на comes Illyrici (графа на Илирия).
През ранния 5 век е подчинен на magister peditum и служи на comes Illyrici в охраната на Реция заедно с неговия близначен III Италийски легион.